# حسن سامي يوسف
حسن سامي يوسف (أبو علي؛ 1364- 1446 هـ / 1945- 2024 م)، أديب فلسطيني سوري، كاتب وروائي، وناقد سينمائي، ولد في قرية لوبيا في فلسطين، وعاش وتوفي في دمشق.

## ولادته ونشأته
ولد حسن سامي يوسف في قرية لوبيا قرب طبريا في فلسطين، يوم الثلاثاء 19 جُمادى الأولى 1364هـ الموافق 1 مايو (أيار) 1945م، لجأت أسرته بعد نكبة فلسطين عام 1948 إلى لبنان ثم إلى سوريا وعمره 3 سنوات، وأقامت في دمشق. ولم يلبث أن توفي والدُه هو في السابعة من عمره، فخلَّف ذلك أثرًا عميقًا في حياته، وطالما قال: "لم أنعم بأيِّ طفولة"، ولم يذُق أيضًا طعم الأبوَّة، ومع ذلك كان أصدقاؤه يكنُّونه بـ "أبو علي".
تلقَّى تعليمه الابتدائي والإعدادي في مدارس الأونروا بدمشق، والثانوي في مدرسة عبد الرحمن الكواكبي بحي المَيدان.
عمل ممثلًا في المسرح القومي بدمشق، وبعد نكسة عام 1967، أسهم في إنشاء فرقة المسرح الوطني الفلسطيني التي قدَّمت عروضًا كثيرة على مسارح العواصم العربية.
في عام 1968 قدَّمت له وِزارة الثقافة السورية منحةً دراسية في الاتحاد السوفيتي، في المعهد العالي للسينما في موسكو، ونال شهادة الماجستير في الفن عام 1973. ثم عاد إلى دمشق وعُيِّن في المؤسسة العامة للسينما رئيسًا لدائرة النصوص.
وهو عضو في هيئة تحرير مجلة الحياة السينمائية التي تصدُر في دمشق.

## أهم أعماله

### الروايات
- الفلسطيني
- الزورق
- رسالة إلى فاطمة
- بوابة الجنة
- فتاة القمر
- هموم الدراما
- [[عتبة الألم (رواية)|عتبة الألم]
- على رصيف العمر

## الأفلام
- قتل عن طريق التسلسل
- الاتجاه المعاكس
- غابة الذئاب
- يوم في حياة طفل
- بوابة الجنة

### المسلسلات
كتب عددًا كبيرًا من الأعمال التلفازية التي تركت بصمتها على جمهور الدراما السورية، بإضاءته على تغيُّرات الحياة الاجتماعية للسوريين وتناقضاتها، ومن أهمِّ أعماله:
- شجرة النارنج
- الشقيقات
- نساء صغيرات
- أسرار المدينة
- أيامنا الحلوة
- قبل الغروب
- قلب دافئ
- حكاية خريف
- رجال ونساء
- الانتظار
- الغفران
- زمن العار
- السراب
- الندم
- فوضى

- كتب قبل وفاته بأعوام سيناريو مسلسل "الأمير الأحمر" عن سيرة القيادي الفلسطيني أبو حسن سلامة، وكان من المقرَّر أن يؤدِّي شخصيته الفنان تيم حسن، لكنَّ المسلسل توقف.[5]

عمل مستشارًا دراميًّا للكثير من الأفلام منها: وقائع العام المقبل، حادثة نصف متر، نجوم النهار، رسائل شفهية، الليل، صعود المطر، الطحالب.

## الجوائز
من أهم الجوائز التي حصل عليها:
- جائزة محمد بن راشد للدراما العربية عن مسلسل زمن العار.
- جائزة التلفزيون السوري لأفضل سيناريو عن مسلسل زمن العار .
- جائزة أفضل سيناريو عن مسلسل نساء صغيرات في مهرجان القاهرة للإذاعة والتلفزيون.

## وفاته
توفي حسن سامي يوسف في دمشق، صباح الجمعة 27 المحرَّم 1446هـ الموافق 2 أغسطس (آب) 2024م، عن عمر ناهز تسعة وسبعين عامًا. دُفن في مقبرة اليرموك الجديدة.